# Episteme nipalensis
Episteme nipalensis là một loài bướm đêm trong họ Noctuidae.